# Алексійчук Ірина Борисівна
Іри́на Бори́сівна Алексійчу́к (нар.16 грудня 1967, Довжанськ) — українська композиторка, піаністка, органістка. Лавреатка премії ім. Л. М. Ревуцького, премії ім. А.Веделя та премії ім. М. В. Лисенка, Заслужена діячка мистецтв України (2018), волонтерка допомоги українській армії проти російської збройної агресії. 

## Життєпис
Народилась у місті Свердловську, нині Довжанську Луганської області. Батько — Борис Григорович Алексійчук — був хормейстером, тому з дитинства Ірині була знайома та близька магія хорового звучання та специфіка роботи з хором. Вона багато допомагала батькові як концертмейстерка та аранжувальниця творів.
1983 року вступила на фортепіанне відділення Хмельницького музичного училища (клас викладача А. В. Антонова) і 1985 року екстерном, за три роки, закінчила повний чотирирічний курс цього навчального закладу, отримавши диплом з відзнакою. 1991 року з відзнакою закінчила Київську Національну музичну академію за фахом «фортепіано» (клас засл. діяча мистецтв, професора І. М. Рябова). 1993 року з відзнакою закінчила Київську Національну музичну академію за фахом «композиція» (клас засл. діяча мистецтв, професора Я. Н. Лапінського). З 1993 по 1996 факультативно навчалась у класі органу (клас доц. Г. В. Булибенко). 1996 року закінчила асистентуру-стажування на кафедрі композиції Київської Національної музичної академії (творчий керівник — засл. діяч мистецтв, професор Я. Н. Лапінський).
Одружена та творчо співпрацює з піаністом Юрієм Котом.
З вересня 2009 року займається спортивними ірландськими танцями у Київській школі «Shannon River». За цей період активно брала участь у міжнародних змаганнях з ірландського танцю та пройшла усі кваліфікаційні рівні, досягнувши найвищої кваліфікації — танцюристки рівня OPEN. Багаторазова призерка східно-європейських, європейських та світових чемпіонатів з сольного ірландського танцю.

## Музична кар'єра
Ірина Алексійчук — композиторка, піаністка, органістка та педагогиня — членкиня Української асоціації піаністів-лауреатів міжнародних конкурсів, з 1998 р. — членкиня Національної спілки композиторів України, з 2003 р. — членкиня Національної всеукраїнської музичної спілки, з 2005 р. по 2008 р. — членкиня правління Київського відділення Національної всеукраїнської музичної спілки.
Багаторазова лавреатка обласних конкурсів юних піаністів та композиторів, переможниця численних обласних теоретичних олімпіад (м. Хмельницький, 1974—1983 рр.); дипломантка Національного конкурсу молодих композиторів ім. С. Прокофьєва (м. Донецьк, 1993 р.); Лауреатка Першого міжнародного конкурсу виконавців камерної музики «Золота осінь» у категорії «Фортепіанні дуети» (м. Хмельницький, 1993 р.); переможниця 45-го міжнародного конкурсу ARD у категорії «Фортепіанні дуети» (м. Мюнхен, 1996 р.); Лавреатка 6-го міжнародного конкурсу фортепіанних дуетів Murray Dranoff (м.Маямі, 1997 р.); лауреатка Першого всеукраїнського конкурсу композиторів «Духовні псалми» на кращий хоровий твір на біблійні тексти (м. Київ, 2001 р.).
У лютому 2000 р. за концертну діяльність і виконання сучасної музики нагороджена премією імені Л. М. Ревуцького Міністерства культури і мистецтв України, Національної спілки композиторів України та Національної всеукраїнської музичної спілки.
У травні 2014 р. нагороджена Мистецькою премією «Київ» імені Артемія Веделя Київської міської державної адміністрації у галузі музичної композиції за кантату-містерію «Колискові очерету» для солістів, мішаного хору та симфонічного оркестру у п'яти частинах; 
Лавреатка премії імені М. В. Лисенка за видатні досягнення у професійній композиторській творчості (2020р.).
З 1994 р. працює викладачкою, а з 2001 р. в. о. доцента на кафедрі композиції Національної музичної академії ім. П. І. Чайковського, викладаючи композицію, інструментовку, хорове аранжування та читання партитур. Щорічно близько 20–25 студентів(-ок) різних факультетів (композиторського, історико-теоретичного, кафедр народних інструментів та оперно-симфонічного диригування) вивчають в її класі вищезазначені дисципліни. Серед випускників Ірини Алексійчук — І. Андрієвський, Н. Міцней, В. Протасов, В. Кузін, В. Олійник, С. Голубничий, К. Осадча, І. Чередниченко, Я. Одрін, Д. Данов, С. Каденко, М. Шпанько, М. Народицька тощо. Твори студентів класу Алексійчук постійно беруть участь у звітних концертах кафедри композиції Національної музичної академії та концертах фестивалів Національної спілки композиторів України.
З 1983 року Алексійчук багато концертує в престижних концертних залах України (Київ, Запоріжжя, Донецьк, Одеса, Суми, Хмельницький, Львів, Канів, Біла Церква, Тернопіль, Кам'янець-Подільський, Кропивницький, Бахмут, Шостка); Білорусі (Мінськ); Молдови (Кишинів); Сербії (Краґуєвац); Словаччини (Кошиці); Німеччини (Мюнхен, Дрезден, Дармштадт); Італії (Каррара) та США (Маямі) як піаністка, композиторка, органістка, учасниця камерних ансамблів різних складів, а також у складі фортепіанного дуету із заслуженим артистом України, лауреатом міжнародних конкурсів Юрієм Котом. Дует є лауреатом трьох міжнародних конкурсів, два з яких (міжнародний конкурс ARD у Мюнхені та Murray Dranoff Two Piano Competition у Маямі) вважаються одними з найпрестижніших та найскладніших музичних конкурсів світу. В репертуарі дуету твори світової класики та оригінальні, іноді ексклюзивні, створені саме для цього колективу, твори. Ірина Алексійчук та Юрій Кот є виконавцями, а часто і першими виконавцями творів багатьох українських композиторів (Є. Станковича, Г. Ляшенка, Ю. Іщенка, Л. Дичко, О. Костіна, Б. Фільц, Я. Лапінського, В. Єфремова, В. Журавицького, С. Луньова, М. Ковалінаса та інших).
Алексійчук виступала з симфонічним оркестром Баварського Радіо Мюнхен, Німеччина (диригенти — Вольфганґ Бальцер, Лотар Загросек); Камерним оркестром «MERCK» Дармштадт, Німеччина (диригент — Крістіан Рудольф Рідель); Національним симфонічним оркестром України (диригенти — Володимир Сіренко, Віктор Плоскіна); Національним естрадно-симфонічним оркестром (диригентка — Наталія Пономарчук); Симфонічним оркестром Запорізької Національної філармонії (диригент — Вячеслав Рєдя); Камерним оркестром «ARCHI», Київ (диригент — Ігор Андрієвський); Камерним ансамблем «Київські солісти», Київ (диригент — Богодар Которович); Симфонічним оркестром «New World Symphony» Маямі, США (диригент — Ніл Стальберґ) тощо.
Брала участь як піаністка і композиторка у численних міжнародних музичних фестивалях. Серед них: Фестиваль пам'яті Володимира та Регіни Горовиць «In Memoriam» (Київ); «Прем'єри сезону» та «Київ Music Fest» (Київ); «Фарботони» (Канів); Фестиваль пам'яті Г. Г. Нейгауза та «Бах-фест» (Кропивницький); «Золота осінь» (Біла Церква); «Поліська рапсодія» (Шостка); «Дуетіссімо» (Мінськ, Білорусь); «Musiksommer — 97» (Дрезден); «Two Pianos Plus» (Маямі); «Октох» (Краґуєвац, Сербія); фестиваль камерної музики в Каррара (Італія); фестиваль сучасної музики в Гонконзі, фестивалі хорової музики в Іспанії, Польщі та Німеччині тощо.
В січні і серпні 1998 р., лютому 2003 р., січні 2004 р. та жовтні 2006 р. проводила майстер-класи з фортепіано та читала лекції в місті Крагуєвац (Сербія). В січні 2001 р. брала участь у роботі журі Першого міжнародного конкурсу юних піаністів GRADUS AD PARNASSUM (Краґуєвац, Сербія). В лютому 2005 р. та квітні 2008 р. брала участь у роботі журі Всеукраїнського конкурсу піаністів-студентів музичних училищ ім. І. Карабиця. Постійно бере участь у роботі комісії по присудженню премії імені Л. М. Ревуцького Міністерства культури і мистецтв України, НСКУ та НВМС. В квітні 2007 р. брала участь у роботі журі міжнародного конкурсу молодих композиторів GRADUS AD PARNASSUM (Київ, Україна), в травні 2010 р. була головою журі конкурсу дитячих хорових колективів «Золотий орфей» (Кропивницький, Україна). В листопаді 2015 року брала участь у роботі журі Всеукраїнського конкурсу юних піаністів пам'яті П. І. Чайковського у Кам'янці Черкаської області.
Як композиторка Алексійчук працює в різних жанрах. В її творчому доробку симфонічні, хорові, камерні вокальні та інструментальні твори, які користуються великим успіхом серед виконавців та слухачів. Але, саме хоровий жанр є одним з її найулюбленіших, та користується великим попитом серед виконавців. 
Композиторка багато працює на замовлення окремих колективів та виконавців. Неодноразово різноманітні хорові колективи отримували спеціальні призи та гран-прі на міжнародних хорових конкурсах за виконання твору сучасного автора, обираючи для виконання музику І. Алексійчук. 2017 року дівочий хор КССМШ імені М. В. Лисенка під керівництвом Юлії Пучко-Колесник отримав перше місце в світовому рейтингу хорів у категорії «Духовна музика» за виконання програми виключно з творів Ірини Алексійчук. Твори композиторки виконували також Державний симфонічний оркестр України (диригенти В. Сіренко, В. Плоскіна); Державний естрадно-симфонічний оркестр України (диригент Н.Пономарчук); Ансамбль класичної музики імені Б. Лятошинського (диригент І. Андрієвський); Муніципальний камерний хор «Київ» (диригент М.Гобдич); Муніципальний камерний хор «Хрещатик» (диригент Л.Бухонська); Жіночий хор Національного педагогічного університету імені Драгоманова (диригент Л.Байда); Жіночий хор Державного музичного училища імені Глієра (диригент Г. Горбатенко); Хорова капела хлопчиків та юнаків «Дзвіночок» (диригент Р. Толмачов); дитячий хор КССМШ імені М. Лисенка (диригент Ю. Пучко-Колесник); Хор Київського політехнічного інституту (диригент В. Вітренко); Аматорський жіночий хор «Оріана» (диригент Г. Шпак, м. Одеса); Хор Військового музичного центру сухопутних військ Збройних сил України м. Чернігів (диригент М. Гончаренко); Муніципальний камерний хор м. Кропивницький (диригент Ю. Любович); Кропивницький жіночий хор (диригентка О. Трушина); Муніципальний камерний хор м. Луганськ (диригентка Н. Князєва); Муніципальний камерний хор м. Хмельницький (диригент І. Цмур); Камерний хор «Taipei Chamber Singers», Тайвань (диригент Chen Yun-Hung); струнний квартет «ARCHI» під керуванням І. Андрієвського; Заслужений артист України Ю. Кот; солістка Національного Будинку органної та камерної музики, лауреатка міжнародних конкурсів В. Потоцька; солістка Хмельницької обласної філармонії, лауреатка міжнародних конкурсів О. Леонова; солістка Національного Будинку органної та камерної музики, лауреат міжнародних конкурсів О.Шиналь; лауреат(к)и міжнародних конкурсів Н. Сиваченко, Ю. Білоусова, М. Свято та інші.
Індивідуально-стильовим пошукам композиторки, де домінуючим є неоромантичне спрямування, притаманні поєднання сучасних композиторських технік з традиційною культурою, емоційністю, узагальнено-образною програмністю. Тематичний та інтонаційно-образний зміст творчості визначають широта асоціативних зв'язків, оригінальне перетворення фольклорних, біблійних, класичних літературних мотивів, тяжіння до крупних циклічних форм.
Музика Алексійчук звучала та викликала захоплення у слухачів США, Італії, Сербії, Іспанії, Кореї, Польщі, Німеччині, Росії, Білорусі, України та інших країн Європи. Алексійчук має записи на телебаченні та радіо України, Сербії, Німеччини та США. Неодноразово запрошувалась для участі у мистецьких програмах українського радіо та телебачення. Твори та концертні виступи отримували позитивні відгуки в закордонній та вітчизняній пресі. В січні 2013 року вийшов компакт-диск з хоровою музикою Ірини Алексійчук.

## Допомога українській армії
В березні 2015 року за поданням медичної служби ДУК Правого Сектора «Госпітальєри» Ірина Алексійчук нагороджена медаллю «За гідність та патріотизм» Всеукраїнського об'єднання громадян «Країна» за громадянську мужність, патріотизм, громадську активність та самовідданість, спрямовані на об'єднання громадян України у прагненні суверенності та розвитку держави, та за активну волонтерську діяльність і допомогу пораненим та фронту. Наказ № 3 від 03. 03. 2015 (№ 0632). 
В лютому 2019 року за поданням командира 58-ї окремої мотопіхотної бригади, Народного Героя України, полковника Михайла Драпатого нагороджена медаллю «За гідність та патріотизм» Всеукраїнського об'єднання громадян «Країна» за громадянську мужність, патріотизм, громадську активність та самовідданість, спрямовані на об'єднання громадян України у прагненні суверенності та розвитку держави, та за активну волонтерську діяльність по допомозі фронту. Наказ № 74 від 06.02.2019 (№ 8333). 
В листопаді 2019 року нагороджена відзнакою щорічної Волонтерської премії Євромайдан SOS за активну волонтерську діяльність по допомозі фронту[джерело?].
Також має численні грамоти-подяки від різних військових підрозділів за волонтерську допомогу українській армії під час російської збройної агресії проти України.  

## Нагороди
- Заслужена діячка мистецтв України
- Лауреатка національних та міжнародних конкурсів
- Лауреатка премії імені Л. М. Ревуцького
- Лауреатка мистецької премії «Київ» імені Артемія Веделя
- Лауреатка премії імені М. В. Лисенка
- Доцентка кафедри композиції національної музичної академії України імені П. І. Чайковського

## Твори
Симфонічні та кантатно-ораторіальні твори:
- Симфонічна сюїта «Фольк-образи» (1990);
- Симфонічна поема «Голгофа» (1990);
- Симфонічна поема «Відлуння» (1991);
- Симфонія для великого симфонічного оркестру (1995);
- «Мости до невидимих берегів» для двох фортепіано та симфонічного оркестру (2006);
- «Колискові очерету» кантата-містерія в п'яти частинах для солістів, мішаного хору та симфонічного оркестру на вірші Олени Степаненко (2006—2007);
- "Слава Україні" ("Glory to Ukraine!") (2022) ~ урочисті фанфари для духового оркестру (Solemn fanfare for wind band), commissioned by Alan Tongret for the Ukrainian nation, on behalf of supporters of Democracy everywhere. 1’30 min.
- "Сестро, іди повітрям…" (2023) ~ для симфонічного оркестру (після прочитання вірша Олени Степаненко) на замовлення Classical Movements for the Taki-Alsop Conducting Fellowship, as part of the Eric Daniel Helms New Music Program. 18’00 min.

Хорові твори:
- Кантата «Сад божественных песней…» на вірші Г. Сковороди для мішаного хору a'cappella (1991 р.);
- Хоровий диптих «Давидові псалми» на біблійні тексти для мішаного хору a'cappella (2000 р.);
- Псалом № 142 «Мій голос до Господа» для жіночого хору a'cappella (2002 р.)
- Псалом № 100 «Уся земле, покликуйте Господу!» для чоловічого хору a'cappella (2002 р.);
- «Подих часу» для мішаного хору a'cappella на тексти з «Упанішад» (2002 р.);
- «Молитва Господня» («Отче наш…») для мішаного хору a'cappella (2003 р.);
- «Царевчева ліра» три обробки балканських народних пісень зі збірки Властиміра Павловича (Царевца) для мішаного хору a'cappella (2004 р.);
- «Листи із мушлі» три хорові фантазії для жіночого хору a'cappella на вірші Олени Степаненко (2005 р.);
- «Вечірня молитва» («Царю Небесний…») молитовне зітхання для жіночого хору a'cappella та вітряних дзвонів (2007 р.);
- «Духовні піснеспіви» хоровий концерт для жіночого хору a'cappella на канонічні тексти в чотирьох частинах (2011 р.);

- «Потойбічні ігри» містерія-дійство в двох частинах для жіночого хору a'cappella, електронного запису, варгану, діджеріду та ударних на вірші Олени Степаненко (2008 р.);
- «Коляда» обробка української народної пісні для мішаного хору a'cappella (2009 р.).
- «Слава Отцю і Сину…» для жіночого хору a'cappella (2010 р.);
- «Слава Отцю і Сину…» для мішаного хору a'cappella (2020 р.);
- «Свят, свят, свят Господь Саваоф» для мішаного хору a'cappella (2010 р.);
- «Свят, свят, свят Господь Саваоф» для жіночого хору a'cappella (2011 р.);
- «Как Володя быстро под гору летел» для мішаного хору a'cappella на вірші Даниїла Хармса (2011 р.);
- «Веснянки» п'ять обробок українських народних пісень для жіночого хору a'cappella (2012 р.);
- «Всещирий Миколаю» кантата-фантазія на теми українських народних колядок, кантів та псалмів для жіночого хору a'cappella та ударних в трьох частинах (2012 р.);
- «Шарено цвече» три обробки балканських народних пісень для жіночого хору a'cappella (2013 р.);
- «Песме љюбави» три обробки балканських народних пісень для жіночого хору a'cappella (2013 р.);
- «Чула jєсам» обробка балканської народної пісні для жіночого хору a'cappella (2013 р.);
- «Gloria» Гімн Всеукраїнської Літньої Хорової Академії на тести Григорія Сковороди (2019 р.);
- Гімн міста Покровськ на тексти Олени Степаненко. (2020р.).
- "Güzel Qırım" ("Прекрасний Крим") обробка кримськотатарської народної пісні для мішаного хору a'cappella (2021 р.);
- "Пісня" ("Чи є кращі між квітками...") на текст Лесі Українки для жіночого хору a'cappella (2021 р.);
- "Пісня" ("Чи є кращі між квітками...") на текст Лесі Українки для мішаного хору a'cappella (2021 р.);
- “Молитва” (2022) ~ SSAATTBB, для мішаного хору a cappella, ударних та солюючого сопрано; на духовний текст “Пресвятая Богородице, спаси нас!” (UKR); 7’50 min.
- "Світла Мама Марія" на текст Віталія Близнюка для дитячого хору у супроводі фортепіано (2021 р.);
- "Світла Мама Марія" на текст Віталія Близнюка для жіночого хору a'cappella (2021 р.);
- "Madrigal" (2023) ~ для жіночого хору a cappella, dedicated to Jessie Pierpont; на вірші Jessika Blade and J.G. (Eng.).
- "Two songs without words'/'Дві пісні без слів" (2023) ~ SATB choir a cappella; 5’35 min.  1. Lullaby of angels/Колискова янголів; (3’20 min.)  2. Dance of the spring wind/Танок весняного вітру; (2’15 min.)
- "Ангели, знижайтеся" (2023) ~ для чоловічого TTBB хору a cappella, на тексти Григорія Сковороди; 2’15 min.
- "Прийди, Святий Духу" (2023) ~ на канонічний текст для мішаного SSAATTB хору a cappella на замовлення Singakademie Dresden, диригент - Michael Käppler, у якості музичного коментаря до мотету BWV 226 "Der Geist hilft uns'rer Schwachheit auf" Й.С.Баха; 10’00 min.
- "Stabat Mater" (2024) ~ кантата для солістів та мішаного SSSAAATTTBBB хору a cappella на тексти римського католицького гімну Якопоне да Тоді. Автор перекладу українською - Анатолій Оліх. На замовлення "Art Renaissance Initiative by Michel Sarda & Scott Youngs; 30’00 min.

Твори для двох фортепіано та фортепіано в чотири руки:
- Концертна фантазія «В ніч на Івана Купала» для двох фортепіано (1997 р.);
- Сюїта для двох фортепіано за мотивами повісті М. В. Гоголя «Вій» (2000 р.);
- Музично-хореографічна композиція «Коломийка № 1 (Ой, у лісі — гоп, гоп!)» для двох фортепіано, двох піаністів та деяких окремих частин їх тіл (2002 р.);
- «Коломийка № 2 (Ой, у полі — у-у-ух!)» для двох фортепіано (2003 р.);
- «В пошуках безмовностей…» для фортепіано в чотири руки, вітряних дзвонів та електронного запису (2006 р.);

Камерні вокальні твори:
- Вокальний цикл «Пісні кохання» на вірші стародавніх японських поетів для сопрано у супроводі фортепіано (2017 р.);
- Вокальний цикл «Глина Господня» на вірші Олени Степаненко для сопрано у супроводі фортепіано (2018 р.);
- Вокальний цикл «Пісні старого трубадура» на вірші Йована Дучича для баритона у супроводі фортепіано (2018);
- «Amore, ora pro nobis» або «Дві балади про досконалу любов» на вірші Олени Степаненко та Едварда Естліна Каммінгса для меццо-сопрано, органу та дзвону (2019);

Камерні інструментальні твори:
- «Del vuoto lucente…» («З сяючої пустоти…») для квартету струнних (2004 р.);
- «Так близько…» для скрипки з фортепіано (2005 р.);
- «Написи на воді» для скрипки, віолончелі та фортепіано в 5-ти частинах (2005 р.);
- Цикл прелюдій для фортепіано (1985—1986);
- Два цикли Варіацій на власну тему (1988—1989);
- Перша Соната для фортепіано (1990);
- «Остання сутра» (Друга Соната) для фортепіано (2002);
- Транскрипції для фортепіано та двох фортепіано та ін.